# Fornovo San Giovanni
Fornovo San Giovanni [foɾˈnɔːvo sanʤoˈvanːi] (Fornöv [foɾˈnøf , fuɾˈnøf] in dialetto bergamasco) è un comune italiano di 3 405 abitanti della provincia di Bergamo in Lombardia, situato nella Gera d'Adda.

## Storia
Il territorio comunale era già abitato anche in epoca preromana, come si evince da ritrovamenti, per lo più armi ed utensili utilizzati per la caccia che dimostrano che la zona era un posto sicuro per gli abitanti dell'epoca, al riparo dalle inondazioni del fiume Serio e dei torrenti da esso derivati. Questi oggetti sono oggi conservati in parte nel Museo Archeologico di Bergamo e in parte nel Museo Civico Archeologico di Fornovo, situato presso la biblioteca civica.
Tuttavia i primi insediamenti stabili di una certa consistenti presenti sul territorio comunale risalgono all'epoca romana. Numerosi sono infatti i reperti risalenti a questo periodo, tra i quali spiccano numerose monete di età imperiale ed una pavimentazione di pregevole fattura molto probabilmente inserita in una villa patrizia, fattore che starebbe ad indicare che il borgo era abitato da gente di rango. Tra i ritrovamenti si segnalano anche lapidi funerarie e votive, resti di sepolture, utensili e persino una scultura marmorea.
Anche il toponimo è di chiara origine latina: Forum Novum difatti starebbe ad indicare un nuovo insediamento abitativo di quel periodo, cominciato grazie all'opera di centuriazione, avvenuta nella provincia di Bergamo nel I secolo a.C.
Lo sviluppo del borgo fu dovuto anche alla presenza di una strada che collegava Crema con Bergamo, utilizzata per lo più dai mandriani durante i loro spostamenti già qualche secolo prima dell'arrivo dei romani, che favorì gli scambi ed il commercio.

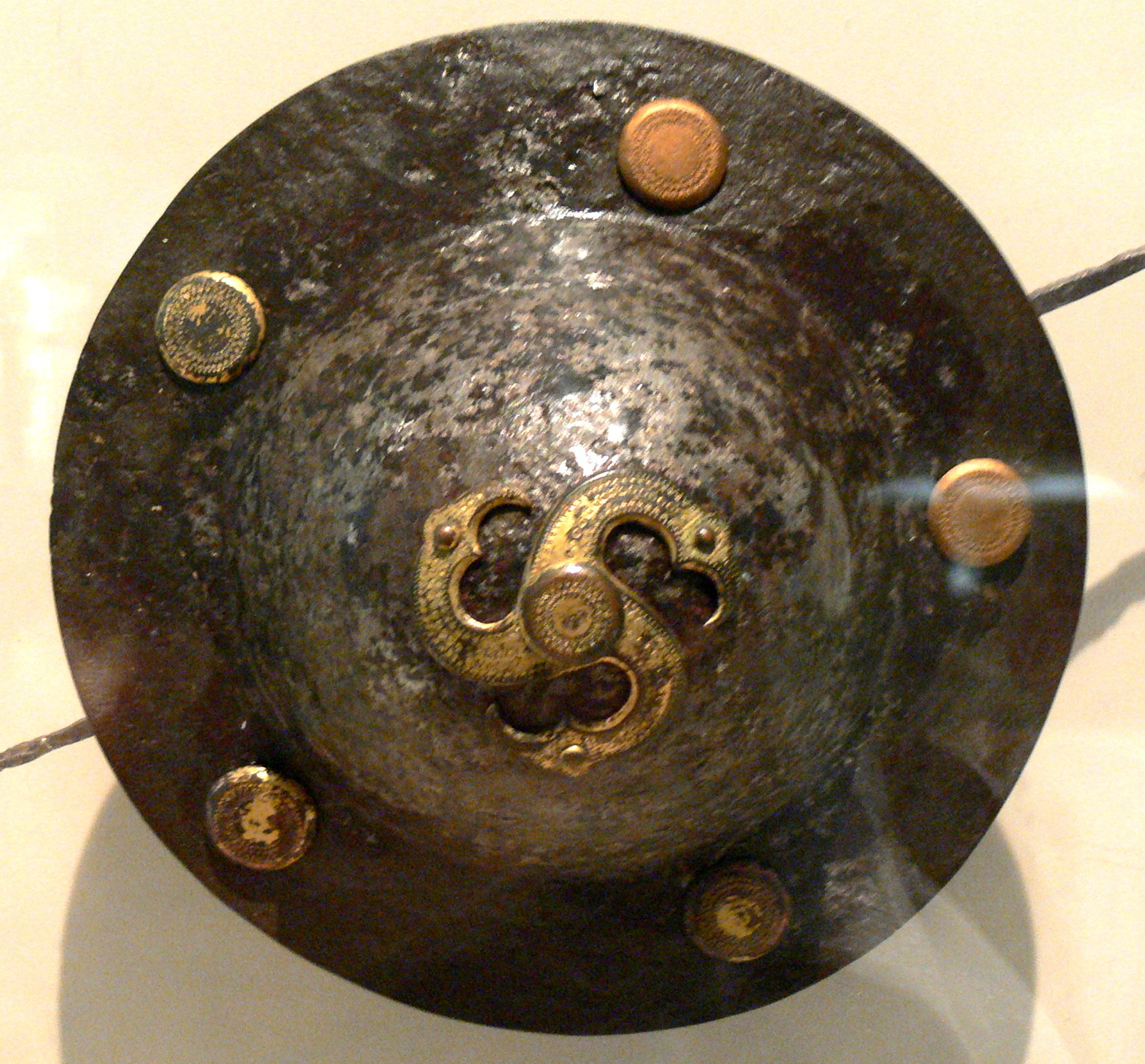
Scudo longobardo

Con il termine della dominazione romana si verificò l'arrivo dei Longobardi che si insediarono a Forum novum in quanto questo era considerato un importante centro della pianura. Anche di questo periodo storico, compreso tra il VI e l'VIII secolo, ci sono giunti resti (numerosi utensili da guerra ed una piccola necropoli) che hanno permesso di definire la vita del tempo ed i luoghi in cui questa si svolgeva.
A questo periodo risale anche la costruzione della chiesa di San Giovanni Battista: edificata su un antico edificio di culto pagano dedicato al dio Giove, venne ampliata più volte nei secoli successivi, fino a diventare la chiesa parrocchiale di Fornovo, rivestendo anche il ruolo di chiesa plebana. L'attuale facciata, in cotto a vista, è attribuita all'architetto Pellegrino Tibaldi.
Il successivo arrivo dei Franchi, che instaurarono il Sacro Romano Impero, diede il via all'epoca medievale, caratterizzata dal feudalesimo. Il primo documento in cui si attesta l'esistenza del paese risale a questo periodo, e precisamente all'anno 831.
Il primo feudatario del borgo, così come di gran parte dei paesi limitrofi, fu il vescovo della diocesi di Cremona che, incaricato direttamente dagli imperatori, esercitò il proprio dominio per parecchio tempo. La supremazia vescovile fu messa in discussione dai conti Gisalbertini, che gravitavano nell'orbita comunale bergamasca, che furono sconfitti nel corso dell'anno 1019.
Un secolo più tardi furono invece i milanesi ad estendere le proprie mire espansionistiche sui territorio di Fornovo: prima l'arcivescovo milanese Ariberto d'Intimiano e qualche anno più tardi Guidrisio Giunio, che si pose a capo della ribellione nei confronti del potere vescovile cremonese, mosso sempre dai vertici del capoluogo lombardo.
Per redimere le questioni intervenne anche Federico Barbarossa che, perorando la causa cremonese, permise una momentanea tregua nelle suddette lotte. Queste ripresero qualche tempo dopo, dato che le cronache raccontano che nel 1227 le truppe milanesi attaccarono nuovamente il paese di Fornovo, capitanati dai conti di Camisano che a causa di ciò rischiarono la scomunica, poi mai comminata.
Questi scontri portarono il paese sotto la dominazione milanese, la quale continuò anche nei secoli successivi, alternandosi per brevi tratti a quella della Repubblica di Venezia. Per delimitare i confini tra le due dominazioni del tempo, venne costruito il fosso bergamasco che, passando a nord del paese, incluse di fatto il paese di Fornovo nella zona soggetta all'influenza dei milanesi nel contado di Cremona.
In quegli anni nel borgo non si verificarono episodi di rilievo, relegando questo paese, che un tempo fu centro di prima importanza, a ruolo marginale nel contesto della pianura bergamasca, basato quasi unicamente sull'economia rurale.
Ad essa sono infatti legati i paesaggi più caratteristici del paese: le cascine agricole, memoria dei secoli passati, le rogge e le risorgive che, unitamente al fiume Serio che scorre accompagnato dal lembo di terra inserito nel parco omonimo, rendono Fornovo ricco d'acqua, con la quale veniva azionato anche un mulino, non più utilizzato ma recentemente ristrutturato, che dona un paesaggio molto suggestivo, una sorta di spaccato sulla realtà agricola del XIX secolo.

### Simboli
Lo stemma e il gonfalone del comune di Fornovo San Giovanni sono stati concessi con decreto del presidente della Repubblica del 1º dicembre 1952.
Il leone di rosso vuole ricordare la feudalità esercitata dalla famiglia dei Secco d'Aragona; i metalli scelti per campo dello scudo evocano lo stemma del capoluogo Bergamo (l'oro) e quello di Milano (l'argento); la fascia d'azzurro, posta sulla troncatura, allude ai numerosi corsi d'acqua e alle sorgenti presenti sul territorio che hanno permesso l'avvio dell'industria locale.
Il gonfalone è un drappo di troncato di giallo e di bianco.

## Monumenti e luoghi d'interesse
- Chiesa parrocchiale di San Giovanni Battista, costruita nel XVII secolo

## Società

### Evoluzione demografica

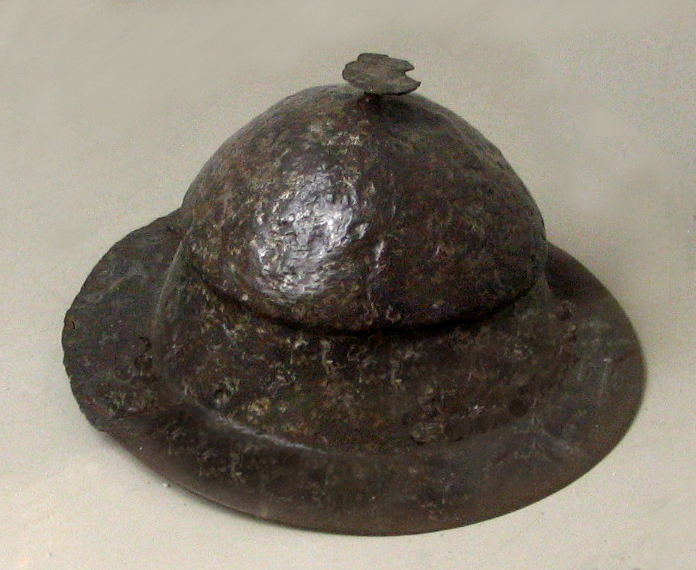
Un umbone longobardo ritrovato nel territorio comunale, ed oggi conservato presso il Museo archeologico di Bergamo

Abitanti censiti

## Amministrazione
| Periodo        | Periodo        | Primo cittadino         | Partito                          | Carica      | Note   |
| -------------- | -------------- | ----------------------- | -------------------------------- | ----------- | ------ |
| 30 maggio 2006 | 8 giugno 2016  | Pierluigi Maria De Vita | Lista civica Insieme per Fornovo | Sindaco     |        |
| 8 giugno 2016  | 11 giugno 2017 | Alfredo Nappi           | -                                | Comm. pref. | [ 10 ] |
| 11 giugno 2017 | 12 giugno 2022 | Gian Carlo Piana        | Lista civica Insieme per Fornovo | Sindaco     |        |
| 12 giugno 2022 | in carica      | Fabio Carminati         | Lista civica Insieme per Fornovo | Sindaco     |        |